# Ryszard Jaworski
Ryszard Jerzy Jaworski (ur. 8 sierpnia 1942 w Tleniu, zm. 16 września 2018 w Toruniu) – polski dziennikarz, redaktor i wydawca.

## Życiorys
Urodził się w rodzinie Alfonsa i Ireny z domu Swietłow. Dzieciństwo i wczesną młodość spędził w Gdańsku. W 1967 r. ukończył historię na Uniwersytecie Mikołaja Kopernika w Toruniu. Po studiach został asystentem w macierzystej uczelni. Następnie kierował referatem prasowym w Wojewódzkim Urzędzie Kontroli Prasy, Publikacji i Widowisk w Bydgoszczy. W latach 1969–1973 był dziennikarzem wychodzącego w Gdańsku „Głosu Wybrzeża”, w latach 1973–1975 publicystą „Gazety Pomorskiej” w Bydgoszczy. W 1975 roku został redaktorem naczelnym tygodnika „Kujawy”. Z funkcji został usunięty w 1981 roku, po ogłoszeniu stanu wojennego. Zastępca redaktora naczelnego tygodnika „Wybrzeże” (1983–1984), kierownik wydania magazynowego i zastępca redaktora naczelnego „Głosu Wybrzeża” (1985–1989), sekretarz redakcji i redaktor naczelny „Gazety Gdańskiej” (1990–1991), sekretarz redakcji i zastępca redaktora naczelnego „Dziennika Bałtyckiego” (1991–1993). W latach 1994–1997 współwłaściciel i prezes zarządu Towarzystwa Wydawniczego Arkona S.A. w Gdańsku, które wydawało 11 tygodników w obecnych województwach pomorskim i warmińsko-mazurskim pod nazwą „Nasz Tygodnik” oraz „Głos Wybrzeża”, „Kurier Gdyński”, „Gromadę Rolnik Pomorski” i „Trybunę Nadmorską”. W latach 1999–2004 kierownik oddziału „Gazety Pomorskiej” w Toruniu, w latach 2005–2006 redaktor naczelny dwutygodnika „Region”, dodatku samorządowego do „Gazety Pomorskiej” wydawanego przez Urząd Marszałkowski województwa kujawsko–pomorskiego.
Zmarł w Toruniu, pochowany na cmentarzu Komunalnym nr 2 im. Ofiar II wojny światowej (sektor CK2_A4-13-3).

## Nagrody i wyróżnienia
- Ostre Pióro (2004)[7]

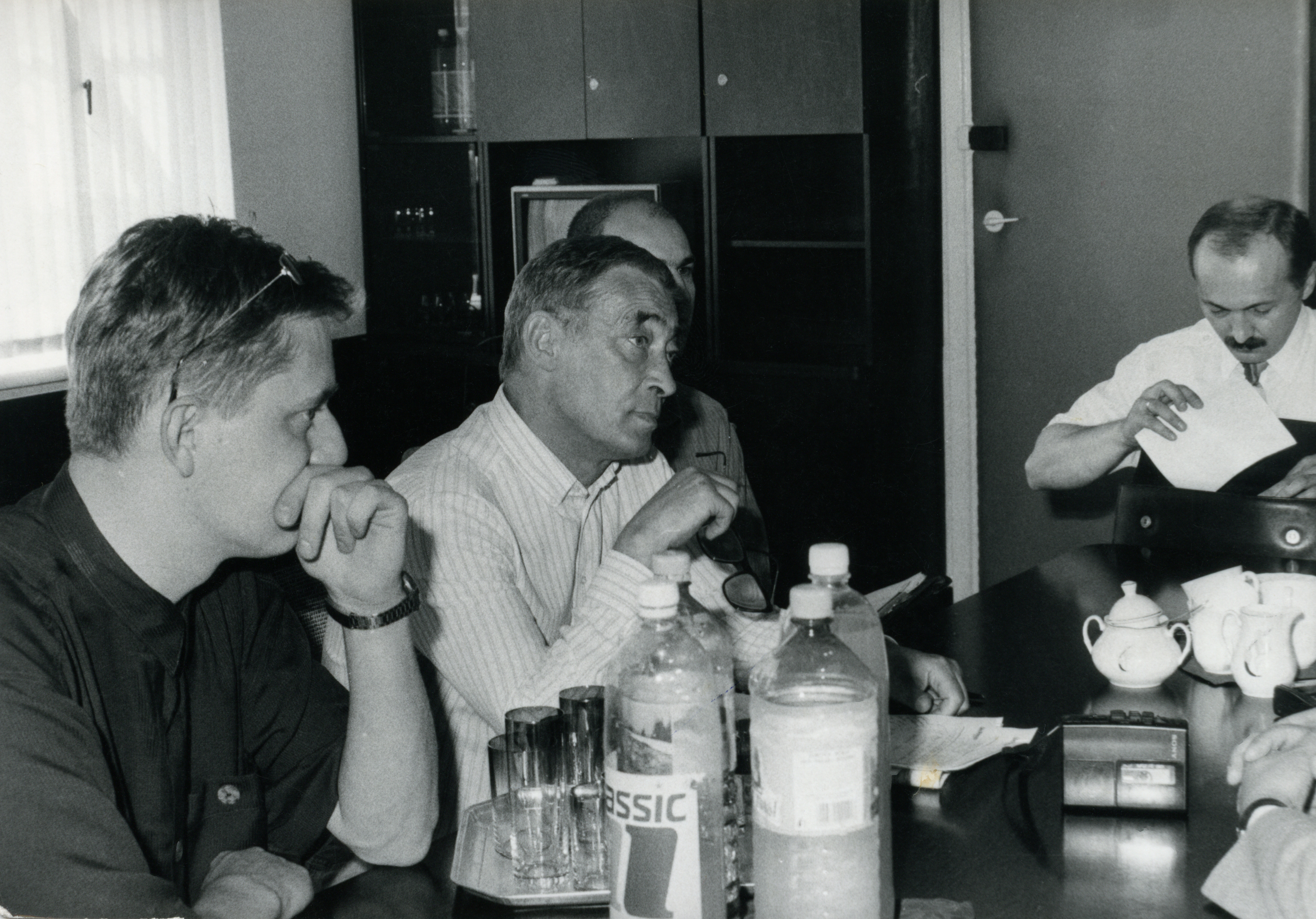
Głos Wybrzeża (lata 90)
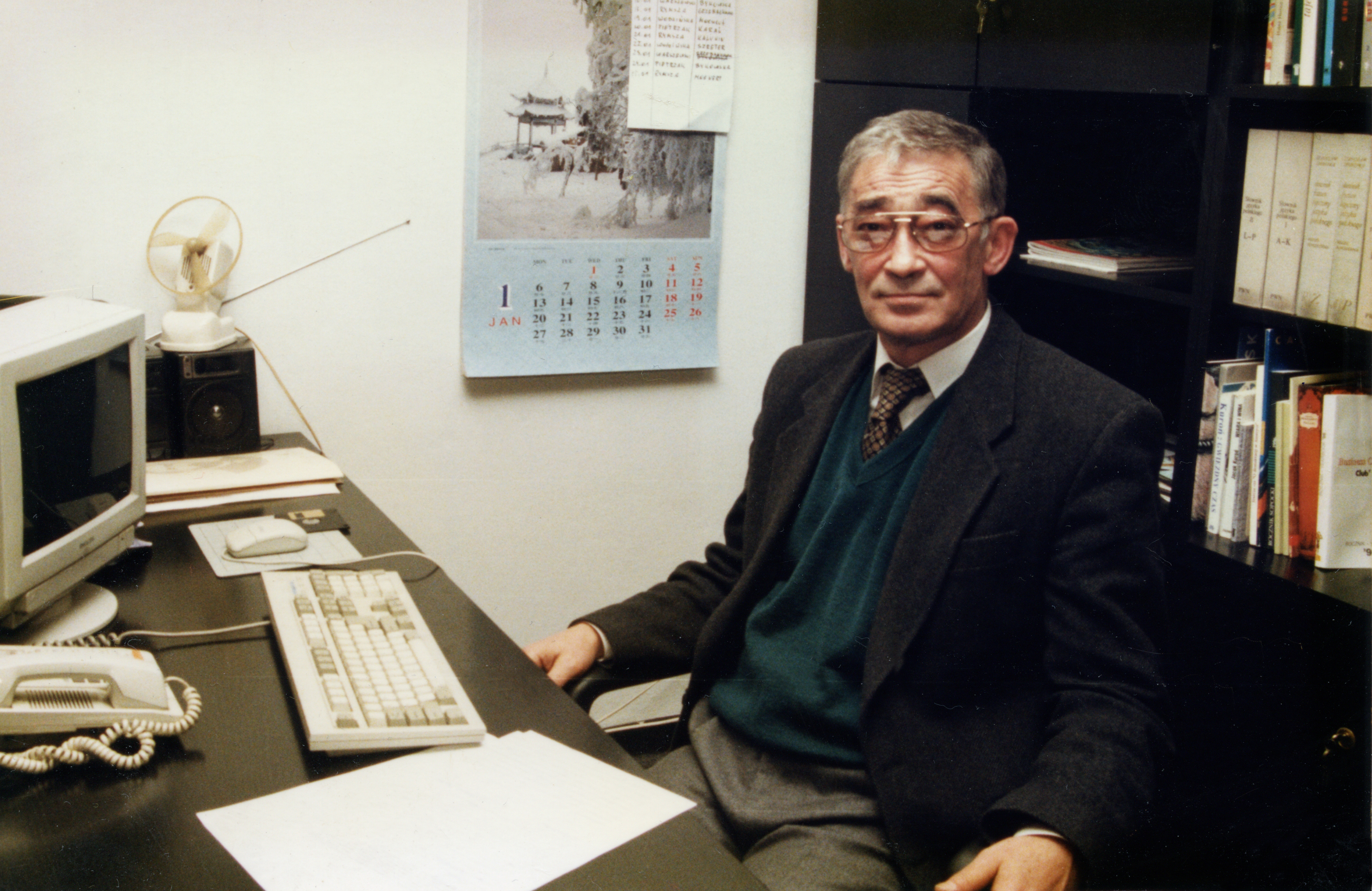
Głos Wybrzeża (1997)
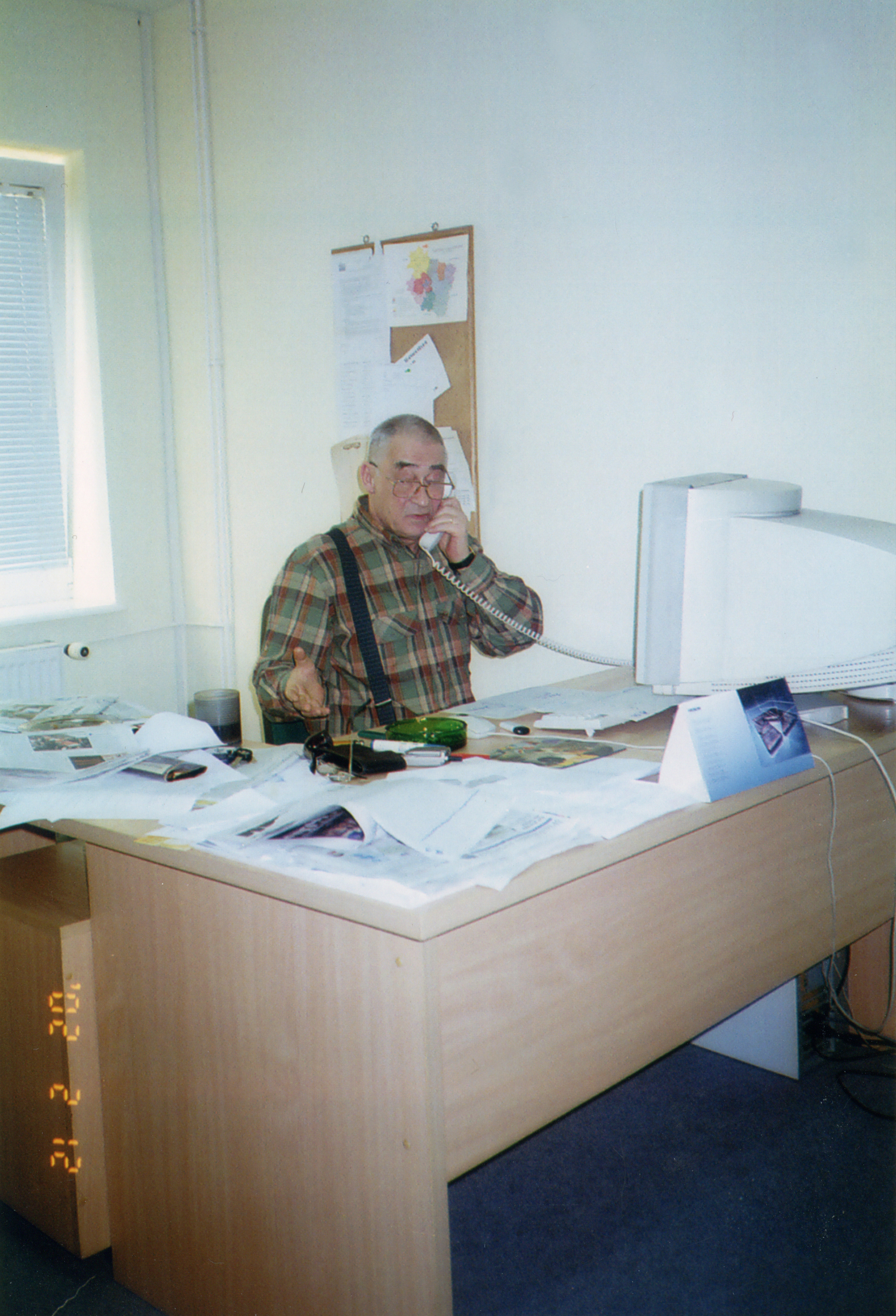
Gazeta Pomorska (2002)